# Sérgio Godinho
Pour les articles homonymes, voir Godinho.
Sérgio Godinho, né à Porto en 1945, est un chanteur-compositeur et poète portugais.

## Biographie
À l'âge de vingt ans il quitte le Portugal afin d'éviter de participer à la guerre coloniale. Il reste neuf ans en exil, notamment à Paris où il est engagé pendant deux ans dans la troupe qui joue la comédie musicale Hair et où il commence à composer ses premières mélodies. Il fréquente d'autres musiciens portugais exilés tels que José Mário Branco, Francisco Fanhais, Zeca Afonso (ces trois-là ayant participé, avec le guitariste Carlos Correia, à l'enregistrement de Grândola Vila Morena au Château d'Hérouville en 1971) et Luís Cília. Il séjourne également à Amsterdam, au Brésil et à Vancouver.
En 1971 il participe au premier album solo de José Mário Branco, Mudam-se os tempos mudam-se as vontades et il enregistre sur le sol français le 33 tours Os sobreviventes. Il enregistre aussi Pré-histórias (1972) alors qu'il est encore en exil.
Systématiquement censurés par le pouvoir, ces albums contribuent néanmoins à faire connaître Sergio du public portugais dans les années soixante-dix.
Lors de son séjour canadien, il contracte un premier mariage avec Shila, avec laquelle il travaille dans la compagnie de théâtre The Living Theatre. Il vit dans une communauté hippie de Vancouver lorsqu'il apprend la nouvelle de la révolution des œillets et rentre au Portugal. C'est là qu'il enregistre À queima-roupa (1974) qui triomphe à travers le pays et notamment dans les manifestations populaires, fréquentes après le 25 avril 1974.

## Styles musicaux
- Pop
- Musique folk

## Discographie

### Albums enregistrés en studio
- Os sobreviventes (1971)
- Pré-histórias (1972)
- À queima-roupa (1974)
- De pequenino se torce o destino (1976)
- Pano-cru (1978)
- Campolide  (1979)
- Canto da boca (1981)
- Coincidências (1983)
- Salão de festas (1984)
- Na vida real (1986)
- Os amigos de Gaspar (1988)
- Aos amores (1989)
- Tinta permanente (1993)
- Domingo no mundo (1997)
- Lupa (2000)
- O irmão do meio (2003)
- Ligação directa (2006)

### Albums enregistrés en concert
- Noites passadas (1995)
- O elixir da eterna juventude (1996)
- Rivolitz (1998)
- Afinidades (com os Clã) (2001)
- Nove e Meia no Maria Matos] (2008)

### Compilations
- Era uma vez um rapaz (1985)
- Escritor de canções (1990)
- Biografias do amor (2001)
- Setenta e Um - Oitenta e Seis - O melhor de Sérgio Godinho (2004)

### Musique de films
- A Confederação (LP, Diapasão/Sassetti) (1978)
- Kilas, o mau da fita (1979)

### EP
- Romance de um dia na estrada (Guilda da Música/Sassetti) (1971)

### Singles
- Na Boca do lobo (Guilda da Música/Sassetti) (1975)
- Liberdade (Guilda da Música/Sassetti) (1975)
- Nós por cá todos bem (1977)

### DVD
- Sérgio Godinho - De Volta ao Coliseu (2006)

## Livres
- Retrovisor - Uma Biografia Musical de Sérgio Godinho  (2006)

## Interviews
- (pt) Interview radiophonique sur TSF  - 23 octobre 2006
- (pt) Interview du journal du Nordeste Transmontano le 7 mars 2008
- (pt) Podcast du précédent